# Чоловіки, що йдуть по сліду тигра
«Чоловіки, що йдуть по сліду тигра» (яп. 虎の尾を踏む男達) — фільм, зрежисований Акірою Куросавою за власним сценарієм в 1945 році. Він заснований на п'єсі для кабукі Kanjinchō, яка в свою чергу ґрунтується на п'єсі для но Ataka.
Фільм був заборонений під час окупаційного режиму SCAP і вийшов лише в 1952 році після підписання Сан-Франциського мирного договору.

## Сюжет
Дія відбувається в 1185 році. Повернувшись із тріумфом з війни, полководець Йосицуне виявляється обмовленим і впадає в немилість у сьоґуна, його брата. Йосицуне змушений ховатися, його супроводжують лише шість вірних самураїв. Аби обдурити ворога, вони переодягаються в мандрівних гірських ченців. Лідером групи є хитромудрий Бенкей. Щоб продовжити свій похід, втікачі повинні подолати перевал, що ретельно охороняється стражниками, які отримали наказ суворо допитувати всіх, хто через нього буде проходити.

## У ролях
- Дендзіро Окоті — Бенкей
- Сусуму Фудзіта — Тогасі
- Кініті Еномото — носильник
- Масаюкі Морі — Камей
- Такасі Сімура — Катаока
- Акітаке Коно — Ісе
- Йосіо Косугі — Суруга
- Хансіро Іваї — Йосицуне
- Декао Йоко — Хідатібо